# Serpentynit antygorytowy
Serpentynit antygorytowy – skała metamorficzna. Jego nazwa pochodzi od minerału antygorytu, wykształconego w formie drobnych blaszek, który jest głównym składnikiem skały. Z uwagi na częste plamiste zabarwienie kamienia, a także żyłkową i falistą budowę, nazwano go od łac. słowa serpens (żmija, wąż). Pod nazwą handlową jest znany jako: zielony marmur lub marmur „verde”.

## Skład mineralogiczno-petrograficzny
Serpentynit antygorytowy jest kopaliną w złożu Nasławice na Dolnym Śląsku. Powstał w wyniku przeobrażenia skał ultrazasadowych-zasadowych (perydotytu-gabra). Ma zróżnicowany i zmienny skład mineralny. Kształtowany był przez złożone procesy pomagmowe, hydrotermalne, tektoniczne i wietrzeniowe. Przejścia między poszczególnymi odmianami kopaliny są stopniowe, nieostre.
Podstawowym składnikiem serpentynitów jest antygoryt stanowiący zwykle 84 – 99% skały. W wyniku procesów przeobrażeniowych powstało wiele minerałów wtórnych. Podrzędnie występują relikty oliwinu i piroksenów (max. do około 10%), minerały rudne (max. do około 8%). W tektonitach serpentynitowych (często wtórnie spękanych, zbrekcjowanych, zmylonityzowanych) występują: minerały z grupy serpentynu, krzemionka opalowo-chalcedonowa i magnezyt. Lokalnie wśród serpentynitów, w strefach silnie tektonicznie naruszonych obserwuje się:
- strefy skał wzbogaconych w węglany, opisywane jako listwenity,
- rodingity (zgranatyzowane gabra),
- strefy użyleń z mineralizacją siarczkowo-arsenowo-niklową.

## Formy występowania minerałów z grupy serpentynu
Głównymi składnikami serpentynów są antygoryt, lizardyt, aktynolit i chloryt. Minerały te utworzyły się w wyniku serpentynizacji skał ultrazasadowych w warunkach hydrotermalnych.
Przeprowadzone badania mineralogiczno-petrograficzne wskazują, że dominującym składnikiem serpentynitów nasławickich jest antygoryt wykształcony w formie płytek i blaszek.
Aktynolit ma budowę słupkową (pręcikową), tworzy bardzo łatwo rozpadające się tzw. „drzazgi aktynolitowe”. Zwietrzały całkowicie odbiega od form włóknistych, cechujących „szkodliwy azbest” i nie stanowi zagrożenia dla ludzi i środowiska.
Lizardyty mają pokrój rurek lub blaszek.
O zawartości chryzotylu w serpentynitach decyduje w głównej mierze stopień ich zserpentynityzowania. Im silniej zserpentynityzowana („dojrzała”) jest skała, tym mniej zawiera chryzotylu ponieważ w ultramafitach spadek temperatury w procesie serpentynityzacji wpływa na kolejność powstawania minerałów z grupy serpentynu: tzn. chryzotyl → lizardyt → antygoryt. Dodatkowym czynnikiem decydującym o przeobrażeniu chryzotylu i lizardytu w antygoryt w obrębie masywu nasławickiego były powtarzające się procesy dynamiczne. Chryzotyl, notowany w złożu w ilościach śladowych występuje w postaci włóknistej. Tworzy on mikroskupienia o znikomych wielkościach kryształów. Prawdopodobieństwo ich pojawienia się podczas przeróbki mechanicznej (rozdrabniania) jest praktycznie zerowe.

## Serpentynit antygorytowy z Nasławic
Złoże serpentynitu „Nasławice” ma duże znaczenie gospodarcze, należy do złóż rzadkich w skali kraju (klasa 2) i występujących wyłącznie w rejonie dolnośląskim.
Cechuje je bardzo dobra, choć zmienna jakość kopaliny. Najbardziej korzystnymi parametrami są niska ścieralność oraz wysoka wytrzymałość na miażdżenie. Dobra jakość produkowanych kruszyw, brak reklamacji ze strony odbiorców, a zarazem możliwość wykorzystania nieco słabszego materiału do podbudowy zasadniczej lub pomocniczej tworzy warunki produkcji bezodpadowej.
Serpentynity z Nasławic mają charakter antygorytowy – należą do utworów silnie zserpentynizowanych („dojrzałych”). Chryzotyl, który jest najbardziej szkodliwym dla człowieka minerałem z grupy azbestowych, nie występuje w kopalinie z Nasławic lub notowany jest w niej sporadycznie. Osiąga wówczas mikroskopijne wielkości poszczególnych kryształów dzięki czemu nie stanowi zagrożenia dla ludzi i środowiska.